# Pompsterpolder
De Pompsterpolder is een voormalig waterschap in de provincie Groningen.
De polder was ten westen van Sint-Annen gelegen. De noordgrens lag op de Wolddijk, de oostgrens op ongeveer 350 m parallel aan de huidige Eemshavenweg (N46). De zuidgrens lag bij het Sint-Annermaar en de westgrens bij het Kardingermaar. De molen stond aan het Sint-Annermaar, op ongeveer 250 m ten oosten van de N46. In 1839 werd de polder nog bemalen door twee molens, de Pompmolen en de Vinksmolen.
Waterstaatkundig gezien ligt het gebied sinds 1995 binnen dat van het waterschap Noorderzijlvest.